# Simonetta Santamaria
Simonetta Santamaria (Napoli, 29 giugno 1962) è una scrittrice italiana.

## Biografia
È specializzata in horror e thriller soprannaturale. Nel 2005 ha vinto il Premio Lovecraft e nel 2010 ha vinto il premio Fantastique nell'ambito del Fantasy Horror Award.
Ha partecipato a numerose antologie di prestigio tra cui Eros e Thanatos (2010) per la collana Giallo Mondadori, 365 Racconti horror per un anno (2011) e 365 Racconti sulla fine del mondo (2012), entrambe edite da Delos Books.
I suoi saggi illustrati Vampiri - da Dracula a Twilight e Licantropi - i Figli della Luna editi da Gremese sono stati tradotti in francese e spagnolo, sempre per Gremese.
Nel 2013 pubblica Io vi vedo per Tre60, marchio editoriale del Gruppo Mauri Spagnol.
Nel 2016 ha vinto il torneo letterario online loScrittore, organizzato dal Gruppo Mauri Spagnol e patrocinato da Ministero dei Beni e delle Attività Culturali con il thriller Seguimi nel Buio che vede protagonista un tredicenne autistico. Il romanzo è stato pubblicato in ebook da loScrittore.
È membro della Horror Writers Association e della Horror Writers Association Italy: nel 2016 il suo racconto The Lady with the Stick è stato inserito in The Beauty of Death pubblicato da Independent Legions dove figurano autori del calibro di Ramsey Campbell e Peter Straub.

## Pubblicazioni

### Romanzi
- I Livellatori, Delos Digital, 2017 (ebook), romanzo breve ISBN 9788825401387
- Seguimi nel Buio, IoScrittore, 2016 (ebook), ISBN 97888672008700

- Io vi vedo, Tre60, 2013, ISBN 9788867020782
- Dove il silenzio muore, Cento Autori, 2008, ISBN 8895241444

### Raccolte di racconti
- Quel giorno sul Vesuvio, Cento Autori, 2007, ISBN 8895241037
- Donne in Noir, Il Foglio Letterario, 2005, ISBN 8876060405
- Black Millennium, La Tela Nera, 2005 (ebook)

### Racconti in antologie
- The Lady with the Stick in The Beauty of Death, Independent Legions 2016

### Saggi
- Simonetta Santamaria e Luigi Boccia, Licantropi. I figli della luna, Gremese, 2011, ISBN 9788884406651
  - Loups-garous les fils de la Lune, Gremese, cop. 2011, ISBN 9788873017349
- Simonetta Santamaria, Vampiri: da Dracula a Twilight, Gremese, 2009, ISBN 9788884406002
  - Vampires - de Dracula à Twilight, Gremese, 2008 ISBN 8873016847
  - Vampiros - desde Drácula a Crepúsculo, Gremese, 2009 ISBN 9788428331999